# Зимівля звірів(мультфільм,1999)
Зимівля звірів(рос. Зимовье зверей) — білоруський мультфільм, випущений у 1999 році студією Беларусьфільм. Являється екранізацією білоруської народної казки Зимівля звірів.

## Сюжет
Екранізація білоруської народної казки про те як домашні тварини до зими готувались.

## Творці
- Режисер Олександр Ленкін
- Сценарист Олександр Ленкін
- Художник-постановник С. Сперанський
- Оператор В. Нікітін
- Композитор Ігор Сацевич
- Пісня на вірші І. Климович
- Художники-аніматори Т. Яцина,

Валерій Козлов,
О. Каршакевич,
М. Карпова,
Ігор Волчек,
Тетяна Житковська,
Олександр Лєнкін,
Наталія Хаткевич
- Художники Т. Євменова,

Наталія Костюченко,
Ольга Чикіна,
Н. Зінов'єва,
Є. Лапотка,
А. Жуковина,
В. Хожівець,
О. Клементьєва,
Є. Чайчук,
Є. Руднєва,
Є. Горячова,
Л. Слюсаря,
С. Акімова,
М. Олешкевич
- Ролі озвучували Геннадій Овсянніков,

Олександр Безпалий,
Олександр Кашперов,
Володимир Грицевський,
Ігор Забара,
Володимир Січкар,
Ольга Сизова,
Анатолій Терпицький,
Олександр Ленкін
- Помічник режисера А. Звертовська
- Помічник художника Є. Руднєва
- Монтаж Г. Будник
- Звукооператор Сергій Чупров
- Редактор Дмитро Якутович
- Директор Ю. Казакова